# ハトゥ・チュルパン

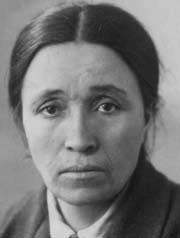
ハトゥ・チュルパン (『トルコ大国民議会アルバム』から)

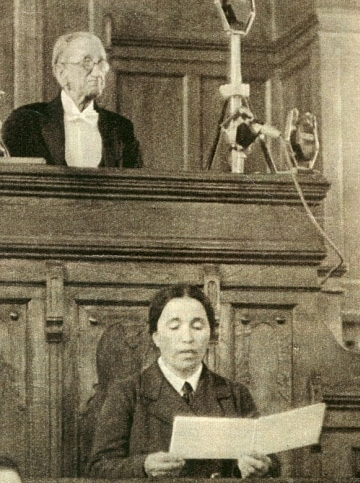
国会の演壇に立つハトゥ・チュルパン

ハトゥ・チュルパン (トルコ語: Hatı Çırpan、1890年、カザン郡, アンカラ県 – 1956年3月21日、アンカラ) は、トルコの政治家で、1935年総選挙で選出されたトルコ大国民議会初の女性議員のひとり。サトゥ・ハヌム (トルコ語: Satı Hanım) サトゥ・カドゥン (トルコ語: Satı Kadın) とも。
1890年 (ルーミー歴1306年)にアンカラのカザン村で、カラ・メフメト・エフェンディとエミネ・ハヌムの娘として生まれた。村で育ち、イブラヒム・チュルパンオールと結婚して、リュトフィイェ (1917年生～1946年没)、レムズィ (1922年生)、エメト (エメト・アクデレ、1923年生)、アフメト (1932年生～1936年没)、ベディハ (1933年生)の五人の子供を儲けた。夫のイブラヒム・エフェンディは、バルカン戦争に従軍し崩壊した塹壕の下敷きになって負傷した。その後、トルコ解放戦争にも従軍して負傷した。サトゥ・ハヌムは、夫が戦地にいる間、家計と子供たちの養育をにない、トルコ革命後、国民学校に通って読み書きを習った。「村落法第20条の変更に関する1933年10月26日付第2329号法」により女性がムフタル職に就けることになると、父親が務めていたカザンのムフタル職を引き継ぎいだ。
1934年8月18日から23日に開催された第二回言語大会の直前の1934年7月16日に、大統領ムスタファ・ケマル・アタテュルクは首都アンカラから50キロ離れたカザン村 (当時はクズルジャハマム郡の一部だった)に小旅行に出かけた。アタテュルクがカザンに立ち寄ることを聞き知ったサトゥ・カドゥンは、村を清掃し家々をペンキで塗りなおした。シャルヴァルを穿いてジェプケンを羽織ってポシュを巻き、手にムチをとり馬に乗ってビティクまで行った。そこで、ビティク郷 (現在はカザン郡の一街区)の郷長によってアタテュルクに「カザンのムフタルです」と紹介された。
「憲法第10条及び第11条の変更に関する1934年12月5日付第2599号法」により22歳以上の女性に国政における選挙権、30歳以上の女性に国政における被選挙権が認められた後、1935年2月8日に実施された総選挙で1237票を獲得しアンカラ選出議員となり、3月1日に初登院し、3月7日にサトゥ・カドゥンのプロトコルが承認された。アフェト・イナンは、本人から直接聞いた話として、アタテュルクが「かくして、代議士になるべき女性だ」と発言したことを記している。アタテュルクが幾つかの質問に対する彼女の返答に大いに満足したため、エルダル・イニョニュによれば、彼女が村じゅうの全ての家々を白く塗らせて歓迎してくれたことをアタテュルクがひどく気に入ったため、議員に選出されたという。いずれにしても、サトゥ・カドゥンはアタテュルク自らの後援と支持によって議員になれた。 この頃、ハッティ文明に凝っていたアタテュルクの要請を受け入れ、名前をサトゥからハトゥに変更した。